# Fritz Kochan
Fritz Kochan (* 22. Februar 1855 in Niedzwetzken, Kreis Oletzko; † 3. Mai 1913 in Königsberg) war ein ostpreußischer Guts- und Ziegeleibesitzer sowie Mitglied des Reichstags des Deutschen Kaiserreichs.

## Leben
Kochan besuchte bis 1872 das Gymnasium in Lyck, erhielt eine landwirtschaftliche Ausbildung und war mehrere Jahre als Landwirtschaftsbeamter tätig. 1885 erwarb er eine eigene Besitzung in Klein Nuhr im Landkreis Wehlau und 1889 übernahm er den väterlichen Besitz in Niedzwetzken.
Am 14. April 1910 gewann er als Kandidat der Nationalliberalen Partei eine Ersatzwahl im Reichstagswahlkreis Regierungsbezirk Gumbinnen 6 und gehörte dem Reichstag bis zum Ende der Legislaturperiode im Jahre 1912 an.